# Happenings (album)
Happenings je osmé studiové album britské rockové skupiny Kasabian. Vydáno bylo 5. července 2024 u hudebního vydavatelství Sony Music Entertainment.

## Pozadí alba a recenze
Práce na albu začaly v říjnu roku 2022 během turné jejich předchozího alba The Alchemist's Euphoria.
Album vyšlo 5. července 2024. S minutáží 28 minut se jedná o nejkratší album, které kdy skupina vydala.
Hlavními žánry alba je psychedelic rock a pop rock. I přes velký odklon od původních žánru skupiny se album setkalo s pozitivními recenzemi.

## Seznam skladeb
| Pořadí         | Název                    | Délka |
| -------------- | ------------------------ | ----- |
| 1.             | "Darkest Lullaby"        | 3:10  |
| 2.             | "Call"                   | 2:30  |
| 3.             | "How Far Will You Go"    | 1:49  |
| 4.             | "Coming Back to Me Good" | 2:49  |
| 5.             | "G.O.A.T"                | 3:07  |
| 6.             | "Passengers"             | 2:50  |
| 7.             | "Hell of It"             | 3:23  |
| 8.             | "Italian Horror"         | 2:35  |
| 9.             | "Bird in a Cage"         | 2:38  |
| 10.            | "Algorithms"             | 3:09  |
| Celková délka: | Celková délka:           | 28:00 |

## Obsazení
Kasabian
- Sergio Pizzorno – zpěv, basová kytara, kytary, programování, mellotron, klavír, syntezátory
- Chris Edwards – basová kytara, doprovodné vokály
- Tim Carter – kytary, klavír, basová kytara, programování, doprovodné vokály, klávesy
- Ian Matthews – bicí, perkuse, klavír